# J-invariant

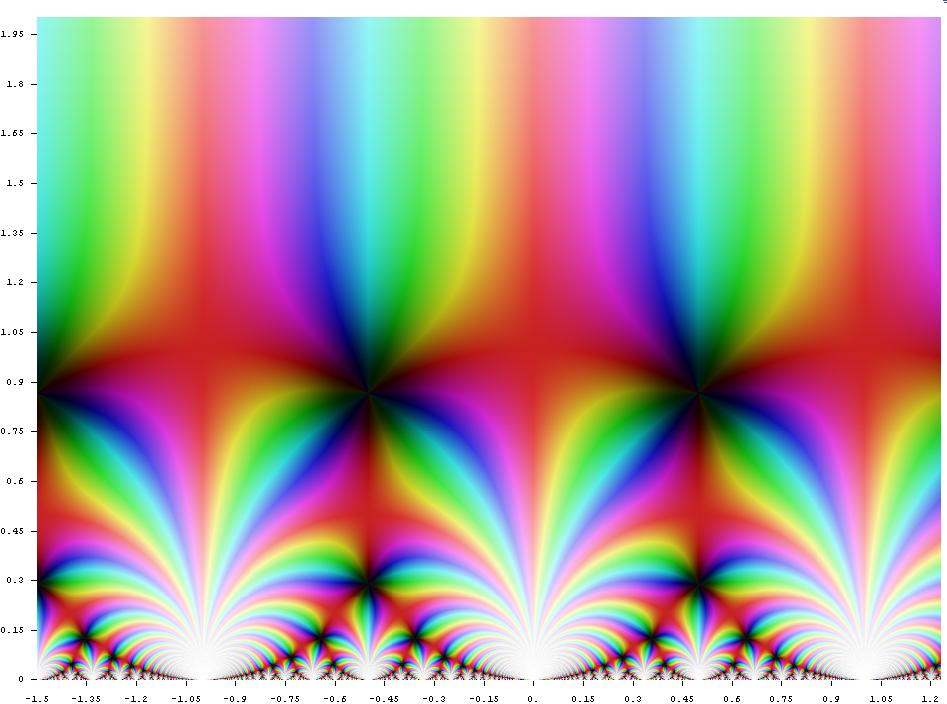
j-invariant de Klein al pla complex

En matemàtiques, el j-invariant o funcio j de Felix Klein, considerada com a funció d'una variable complexa τ, és una funció modular de pes zero per a SL(2, Z) definida al semiplà superior dels nombres complexos. És l'única funció que és holomorfa allunyada d'un simple pol a la cúspide de manera que
{\displaystyle j\left(e^{2\pi i/3}\right)=0,\quad j(i)=1728=12^{3}.}
Les funcions racionals de j són modulars i, de fet, ofereixen totes les funcions modulars. Clàssicament, el j-invariant es va estudiar com a parametrització de les corbes el·líptiques sobre C, però també té connexions sorprenents amb les simetries del grup monstre (aquesta connexió es coneix com a monstre moonshine).

## Definició
Mentre que el j-invariant es pot definir purament en termes de certes sumes infinites (vegeu g₂, g₃ a continuació), es poden motivar considerant classes d'isomorfisme de corbes el·líptiques. Cada corba el·líptica E sobre C és un tor complex i, per tant, es pot identificar amb una xarxa de rang 2; és a dir, retícula bidimensional de C. Això es fa identificant les vores oposades de cada paral·lelogram a la xarxa. No obstant això, multiplicar la xarxa per un nombre complex, que correspon a girar i escalar la xarxa, conserva la classe d'isomorfisme de la corba el·líptica, de manera que sempre podem disposar perquè la xarxa sigui generada per 1 i alguna τ en H (on H és el semiplà superior). Per contra, si definim
{\displaystyle {\begin{aligned}g_{2}&=60\sum _{(m,n)\neq (0,0)}(m+n\tau )^{-4},\\g_{3}&=140\sum _{(m,n)\neq (0,0)}(m+n\tau )^{-6},\end{aligned}}}
llavors aquesta xarxa es correspon amb la corba el·líptica sobre C definida per y² = 4x3 − g₂x − g₃ a través de les funcions el·líptiques de Weierstrass. Aleshores el j-invariant es defineix com
{\displaystyle j(\tau )=1728{\frac {g_{2}^{3}}{\Delta }}}
on el discriminant modular Δ és
{\displaystyle \Delta =g_{2}^{3}-27g_{3}^{2}}
Es pot demostrar que Δ és una forma modular de pes dotze, i g₂ una de pes quatre, de manera que la seva tercera potència és també de pes dotze. Així, el seu quocient i, per tant, j, és una funció modular de pes zero, en particular una funció holomòrfica invariant H → C sota l'acció de SL(2, Z). Com s'explica a continuació, j és surjectiva, el que significa que dona una bijecció entre classes d'isomorfisme de corbes el·líptiques sobre C i els nombres complexos.

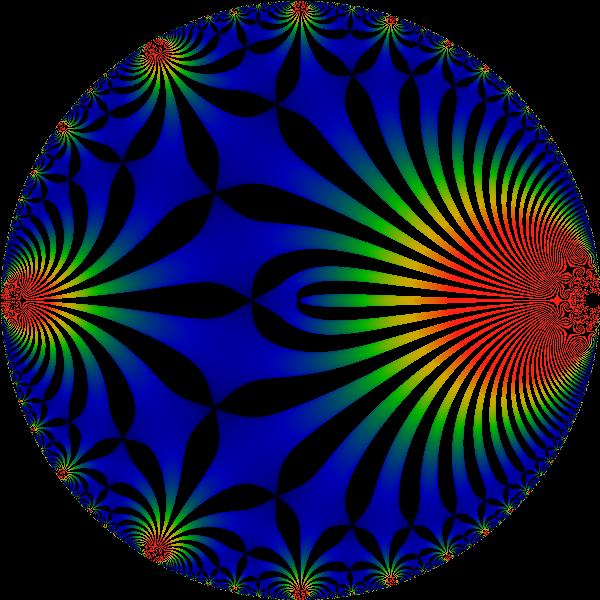
Part real del j-invariant com a funció del nome q al disc unitat
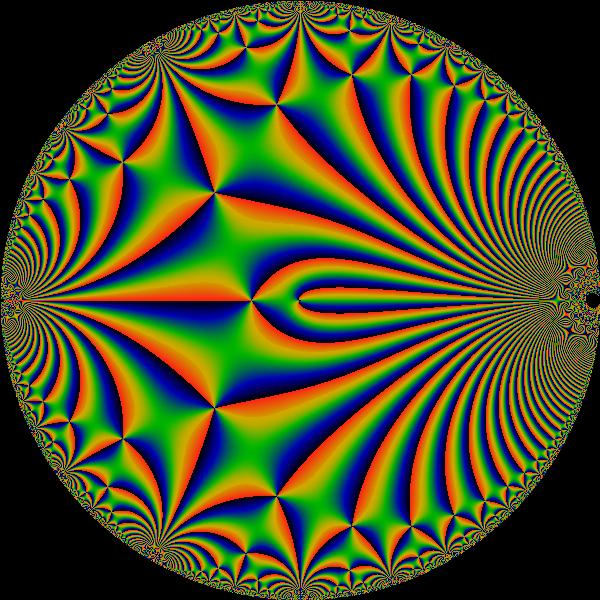
Fase del j-invariant com a funció del nome q al disc unitat

## El domini fonamental

El domini fonamental del grup modular que actua al semiplà superior

Les dues transformacions τ → τ + 1 i τ → -τ−1 juntes generen el grup lineal especial SL(2, Z). Dividint pel seu centre  { ± I } produeix el grup modular que podem identificar-lo amb el grup lineal projectiu especial PSL(2, Z). Per una opció adequada de transformació pertanyent a aquest grup
{\displaystyle \tau \mapsto {\frac {a\tau +b}{c\tau +d}},\qquad ad-bc=1,}
podem reduir τ a un valor que doni el mateix valor per j, i estirat al domini fonamental per j, que consisteix en valors per τ que compleixen les condicions
{\displaystyle {\begin{aligned}|\tau |&\geq 1\\-{\tfrac {1}{2}}&<{\mathfrak {R}}(\tau )\leq {\tfrac {1}{2}}\\-{\tfrac {1}{2}}&<{\mathfrak {R}}(\tau )<0\Rightarrow |\tau |>1\end{aligned}}}
Quan la funció j(τ) es restringeix a aquest domini, encara assumeix tots els valors dels nombres complexos C exactament una vegada. En altres paraules, per a cada c en C, hi ha una única τ al domini fonamental tal que c = j(τ). Per tant, j té la propietat de mapejar la regió fonamental a tot el pla complex.
Com una superfície de Riemann, el domini fonamental té el gènere 0, i cada funció modular (nivell 1) és una funció racional en j; i, per contra, totes les funcions racionals de j són una funció modular. En altres paraules, el camp de les funcions modulars és C(j).

## Teoria de camps de classes ij
El j-invariant té moltes propietats notables:
- Si τ és qualsevol punt MC, és a dir, qualsevol element d'un cos quadràtic imaginari amb una part imaginària positiva (de manera que j es definit), llavors j(τ) és un enter algebraic.[1] Aquests valors especials es diuen mòduls singulars.
- L'extensió del camp Q[j(τ), τ]/Q(τ) és abelià, és a dir, té un grup de Galois abelià.
- Fem que Λ sigui la xarxa en C generada per {1, τ}. És fàcil veure que tots els elements de Q(τ) que fixa Λ sota multiplicació formen un anell amb unitats, anomenat un ordre. Les altres xarxes amb generadors {1, τ′}, associats de la mateixa manera al mateix ordre defineixen els conjugats algebraics j(τ′) de j(τ) sobre Q(τ). Ordenat per inclusió, l'ordre màxim únic en Q(τ) és l'anell dels enters algebraics de Q(τ), i valors de τ tenir-lo com el seu ordre associat condueix a extensions sense arreglar de Q(τ).

Aquests resultats clàssics són el punt de partida per a la teoria de la multiplicació complexa.

## Propietats de transcendència
El 1937, Theodor Schneider va demostrar el resultat anteriorment esmentat, dient que si τ és un nombre irracional quadràtic al semiplà superior, llavors j(τ) és un enter algebraic. A més, va demostrar que si τ és un nombre algebraic però no quadràtic imaginari, llavors j(τ) és transcendental.
La j-funció té moltes altres propietats transcendents. Kurt Mahler va conjecturar un resultat de transcendència particular que sovint es coneix com a «conjectura de Mahler», encara que va resultar ser un corol·lari dels resultats per part de Yu. V. Nesterenko i Patrice Phillipon a la dècada del 1990. La conjectura de Mahler era que si τ es troba al semiplà superior, llavors exp(2πiτ) i j(τ) mai seran els dos simultàniament algebraics. Ara es coneixen resultats més consistents, per exemple, si exp(2πiτ) és algebraic llavors els següents tres nombres són algebraicament independents i, per tant, almenys dos d'ells són transcendents:
{\displaystyle j(\tau ),{\frac {j^{\prime }(\tau )}{\pi }},{\frac {j^{\prime \prime }(\tau )}{\pi ^{2}}}}

## Laq-expansió imoonshine
Diverses propietats notables de j tenen a veure amb la seva q-expansió (expansió de la sèrie de Fourier), escrita com a sèrie de Laurent en termes de q = exp(2πiτ) (el quadrat del nome), que comença:
{\displaystyle j(\tau )={1 \over q}+744+196884q+21493760q^{2}+864299970q^{3}+20245856256q^{4}+\cdots }
S'ha de tindre en compte que j té un pol simple a la cúspide, de manera que la q-expansió no té termes a després de q−1.
Tots els coeficients de Fourier són enters, el que resulta en diversos nombres gairebé enters, en particular la constant de Ramanujan:
{\displaystyle e^{\pi {\sqrt {163}}}\approx 640320^{3}+744}.
La fórmula asimptòtica del coeficient de qn es dona per
{\displaystyle {\frac {e^{4\pi {\sqrt {n}}}}{{\sqrt {2}}n^{3/4}}}},
com es pot demostrar pel mètode del cercle de Hardy-Littlewood.

### Moonshine
Més notablement, els coeficients de Fourier per als exponents positius de q són les dimensions de la part graduada d'una representació d'àlgebra graduada de dimensió infinita del grup monstre anomenat mòdul moonshine (específicament, el coeficient de qn és la dimensió del grau-n part del mòdul moonshine, el primer exemple és l'àlgebra de Griess, que té dimensió 196,884, corresponent al terme 196884q. Aquesta sorprenent observació, realitzada per primera vegada per John McKay, va ser el punt de partida per a la teoria moonshine.
L'estudi de la conjectura moonshine va fer que John Horton Conway i Simon P. Norton examinessin les funcions modulars del gènere zero. Si estan normalitzats per tenir el formulari
{\displaystyle q^{-1}+{O}(q)}
llavors John G. Thompson va demostrar que només hi ha un nombre finit d'aquestes funcions (d'alguns nivells finits), i Chris J. Cummins més tard va demostrar que hi ha exactament 6486 d'ells, 616 dels quals tenen coeficients integrals.

## Expressions alternatives
Tenim
{\displaystyle j(\tau )={\frac {256(1-x)^{3}}{x^{2}}}}
on x = λ(1−λ) i λ és la funció lambda modular
{\displaystyle \lambda (\tau )={\frac {\theta _{2}^{4}(0,\tau )}{\theta _{3}^{4}(0,\tau )}}=k^{2}(\tau )}
una relació de funcions theta de Jacobi {\displaystyle \theta _{m}}, i és el quadrat del mòdul el·líptic {\displaystyle k(\tau )}. El valor de j no canvia quan es substitueix λ per qualsevol dels sis valors de la raó anharmònica:
{\displaystyle \left\lbrace {\lambda ,{\frac {1}{1-\lambda }},{\frac {\lambda -1}{\lambda }},{\frac {1}{\lambda }},{\frac {\lambda }{\lambda -1}},1-\lambda }\right\rbrace }
Els punts de branca de j estan a {0, 1, ∞}, de manera que j és una funció de Belyi.

## Expressions en termes de funcions theta
Definim el nome {\displaystyle q=e^{\pi i\tau }} i la funció theta de Jacobi,
{\displaystyle \vartheta (0;\tau )=\vartheta _{00}(0;\tau )=1+2\sum _{n=1}^{\infty }\left(e^{\pi i\tau }\right)^{n^{2}}=\sum _{n=-\infty }^{\infty }q^{n^{2}}}
a partir de la qual es poden derivar les funcions theta auxiliars. Fem,
{\displaystyle {\begin{aligned}a&=\theta _{2}(0;q)=\vartheta _{10}(0;\tau )\\b&=\theta _{3}(0;q)=\vartheta _{00}(0;\tau )\\c&=\theta _{4}(0;q)=\vartheta _{01}(0;\tau )\end{aligned}}}
on {\displaystyle \theta _{m}} i {\displaystyle \vartheta _{n}} són notacions alternatives, i {\displaystyle a^{4}-b^{4}+c^{4}=0}. Llavors,
{\displaystyle {\begin{aligned}g_{2}(\tau )&={\tfrac {2}{3}}\pi ^{4}\left(a^{8}+b^{8}+c^{8}\right)\\g_{3}(\tau )&={\tfrac {4}{27}}\pi ^{6}{\sqrt {\frac {(a^{8}+b^{8}+c^{8})^{3}-54(abc)^{8}}{2}}}\\\Delta &=g_{2}^{3}-27g_{3}^{2}=(2\pi )^{12}\left({\tfrac {1}{2}}abc\right)^{8}=(2\pi )^{12}\eta (\tau )^{24}\end{aligned}}}
per a invariants de Weierstrass g₂, g₃, i la funció eta de Dedekind η(τ). A continuació, podem expressar j(τ) en una forma que es pot calcular ràpidament.
{\displaystyle j(\tau )=1728{\frac {g_{2}^{3}}{g_{2}^{3}-27g_{3}^{2}}}=32{(a^{8}+b^{8}+c^{8})^{3} \over (abc)^{8}}}

## Definició algebraica[8]
Fins ara hem estat considerant j com a funció d'una variable complexa. Tanmateix, com a invariant per a classes d'isomorfisme de corbes el·líptiques, es pot definir purament algebraica. Fem que
{\displaystyle y^{2}+a_{1}xy+a_{3}y=x^{3}+a_{2}x^{2}+a_{4}x+a_{6}}
sigui una corba el·líptica plana sobre qualsevol camp. Llavors podem realitzar transformacions successives per obtenir l'equació anterior com a forma estàndard {\displaystyle y^{2}=4x^{3}-g_{2}x-g_{3}} (aquesta transformació només es pot fer quan la característica del camp no és igual a 2 o 3). Els coeficients resultants són:
{\displaystyle b_{2}=a_{1}^{2}+4a_{2},\quad b_{4}=a_{1}a_{3}+2a_{4}}
{\displaystyle b_{6}=a_{3}^{2}+4a_{6},\quad b_{8}=a_{1}^{2}a_{6}-a_{1}a_{3}a_{4}+a_{2}a_{3}^{2}+4a_{2}a_{6}-a_{4}^{2}}
{\displaystyle c_{4}=b_{2}^{2}-24b_{4},\quad c_{6}=-b_{2}^{3}+36b_{2}b_{4}-216b_{6}},
on {\displaystyle g_{2}=c_{4}} i {\displaystyle g_{3}=c_{6}}. També tenim el discriminant
{\displaystyle \Delta =-b_{2}^{2}b_{8}+9b_{2}b_{4}b_{6}-8b_{4}^{3}-27b_{6}^{2}}.
El j-invariant per a la corba el·líptica ara es pot definir com
{\displaystyle j={c_{4}^{3} \over \Delta }}
En el cas que el camp sobre el qual es defineixi la corba té característiques diferents de 2 o 3, això és igual a
{\displaystyle j=1728{c_{4}^{3} \over c_{4}^{3}-c_{6}^{2}}}.

## Funció inversa
La funció inversa del j-invariant es pot expressar en termes de la funció hipergeomètrica ₂F1 (vegeu també l'article de l'equació de Picard-Fuchs). Es dona explícitament un número N, per resoldre l'equació j(τ) = N per a τ es pot fer en almenys quatre maneres:
Mètode 1: Resoldre l'equació de sisè grau en λ,
{\displaystyle j(\tau )={\frac {256(1-\lambda (1-\lambda ))^{3}}{(\lambda (1-\lambda ))^{2}}}={\frac {256(1-x)^{3}}{x^{2}}}}
on x = λ(1−λ), i λ és la funció modular lambda de manera que l'equació de sisè grau es pot resoldre en forma d'equació de tercer grau en x. Llavors,
{\displaystyle \tau =i\ {\frac {{}_{2}F_{1}\left({\tfrac {1}{2}},{\tfrac {1}{2}},1;1-\lambda \right)}{{}_{2}F_{1}\left({\tfrac {1}{2}},{\tfrac {1}{2}},1;\lambda \right)}}}
per a qualsevol dels sis valors de λ.
Mètode 2: Resoldre l'equació de quart grau en γ,
{\displaystyle j(\tau )={\frac {27(1+8\gamma )^{3}}{\gamma (1-\gamma )^{3}}}}
llavors, per a qualsevol de les quatre arrels,
{\displaystyle \tau ={\frac {i}{\sqrt {3}}}{\frac {{}_{2}F_{1}\left({\tfrac {1}{3}},{\tfrac {2}{3}},1;1-\gamma \right)}{{}_{2}F_{1}\left({\tfrac {1}{3}},{\tfrac {2}{3}},1;\gamma \right)}}}
Mètode 3: Resoldre l'equació de tercer grau en β,
{\displaystyle j(\tau )={\frac {64(1+3\beta )^{3}}{\beta (1-\beta )^{2}}}}
llavors per a qualsevol de les tres arrels,
{\displaystyle \tau ={\frac {i}{\sqrt {2}}}{\frac {{}_{2}F_{1}\left({\tfrac {1}{4}},{\tfrac {3}{4}},1;1-\beta \right)}{{}_{2}F_{1}\left({\tfrac {1}{4}},{\tfrac {3}{4}},1;\beta \right)}}}
Mètode 4: Resoldre l'equació de segon grau en α,
{\displaystyle j(\tau )={\frac {1728}{4\alpha (1-\alpha )}}}
llavors,
{\displaystyle \tau =i\ {\frac {{}_{2}F_{1}\left({\tfrac {1}{6}},{\tfrac {5}{6}},1;1-\alpha \right)}{{}_{2}F_{1}\left({\tfrac {1}{6}},{\tfrac {5}{6}},1;\alpha \right)}}}
Una arrel dona τ, i l'altre dona -1/τ, però a partir de j(τ) = j(-1/τ) no hi ha cap diferència si es tria α. Els últims tres mètodes es poden trobar a la teoria de funcions el·líptiques de Ramanujan en bases alternatives.
La inversió s'aplica en càlculs d'alta precisió de períodes de funció el·líptica fins i tot a mesura que les seves relacions esdevinguin il·limitades. Un resultat relacionat és l'expressibilitat mitjançant radicals quadràtics dels valors de j als punts de l'eix imaginari les magnituds de les quals són potències de 2 (permetent així construccions amb regle i compàs). El darrer resultat no és evident, ja que l'equació modular del nivell 2 és cúbica.

## Fórmules Pi
Els germans Chudnovsky van trobar el 1987,
{\displaystyle {\frac {1}{\pi }}={\frac {12}{640320^{3/2}}}\sum _{k=0}^{\infty }{\frac {(6k)!(163\cdot 3344418k+13591409)}{(3k)!(k!)^{3}(-640320)^{3k}}}}
que utilitza el fet que {\displaystyle j{\big (}{\tfrac {1+{\sqrt {-163}}}{2}}{\big )}=-640320^{3}}. Per fórmules similars, vegeu la sèrie de Ramanujan-Sato.

## Valors especials
El j-invariant s'esvaeix a la «cantonada» del domini fonamental a
{\displaystyle \quad J\left({\tfrac {1+{\sqrt {3}}i}{2}}\right)=0}
Els següents són uns quants valors especials en termes de la notació alternativa {\displaystyle J(\tau )\equiv j(\tau )/1728} (només els quatre primers són ben coneguts):
{\displaystyle {\begin{aligned}J(i)&=J\left({\tfrac {1+i}{2}}\right)=1\\J\left({\sqrt {2}}i\right)&=\left({\tfrac {5}{3}}\right)^{3}\\J(2i)&=\left({\tfrac {11}{2}}\right)^{3}\\J\left(2{\sqrt {2}}i\right)&={\tfrac {125}{216}}\left(19+13{\sqrt {2}}\right)^{3}\\J(4i)&={\tfrac {1}{64}}\left(724+513{\sqrt {2}}\right)^{3}\\J\left({\tfrac {1+2i}{2}}\right)&={\tfrac {1}{64}}\left(724-513{\sqrt {2}}\right)^{3}\\J\left({\tfrac {1+2{\sqrt {2}}i}{3}}\right)&={\tfrac {125}{216}}\left(19-13{\sqrt {2}}\right)^{3}\\J(3i)&={\tfrac {1}{27}}\left(2+{\sqrt {3}}\right)^{2}\left(21+20{\sqrt {3}}\right)^{3}\\J\left(2{\sqrt {3}}i\right)&={\tfrac {125}{16}}\left(30+17{\sqrt {3}}\right)^{3}\\J\left({\tfrac {1+7{\sqrt {3}}i}{2}}\right)&=-{\tfrac {64000}{7}}\left(651+142{\sqrt {21}}\right)^{3}\\J\left({\tfrac {1+3{\sqrt {11}}i}{10}}\right)&={\tfrac {64}{27}}\left(23-4{\sqrt {33}}\right)^{2}\left(-77+15{\sqrt {33}}\right)^{3}\\J\left({\sqrt {21}}i\right)&={\tfrac {1}{32}}\left(5+3{\sqrt {3}}\right)^{2}\left(3+{\sqrt {7}}\right)^{2}\left(65+34{\sqrt {3}}+26{\sqrt {7}}+15{\sqrt {21}}\right)^{3}\\J\left({\tfrac {{\sqrt {30}}i}{1}}\right)&={\tfrac {1}{16}}\left(10+7{\sqrt {2}}+4{\sqrt {5}}+3{\sqrt {10}}\right)^{4}\left(55+30{\sqrt {2}}+12{\sqrt {5}}+10{\sqrt {10}}\right)^{3}\\J\left({\tfrac {{\sqrt {30}}i}{2}}\right)&={\tfrac {1}{16}}\left(10+7{\sqrt {2}}-4{\sqrt {5}}-3{\sqrt {10}}\right)^{4}\left(55+30{\sqrt {2}}-12{\sqrt {5}}-10{\sqrt {10}}\right)^{3}\\J\left({\tfrac {{\sqrt {30}}i}{5}}\right)&={\tfrac {1}{16}}\left(10-7{\sqrt {2}}+4{\sqrt {5}}-3{\sqrt {10}}\right)^{4}\left(55-30{\sqrt {2}}+12{\sqrt {5}}-10{\sqrt {10}}\right)^{3}\\J\left({\tfrac {{\sqrt {30}}i}{10}}\right)&={\tfrac {1}{16}}\left(10-7{\sqrt {2}}-4{\sqrt {5}}+3{\sqrt {10}}\right)^{4}\left(55-30{\sqrt {2}}-12{\sqrt {5}}+10{\sqrt {10}}\right)^{3}\\J\left({\tfrac {1+{\sqrt {31}}i}{2}}\right)&=\left(1-\left(1+{\frac {\sqrt {19}}{2}}\left({\sqrt {\tfrac {13-{\sqrt {93}}}{13+{\sqrt {93}}}}}\cdot {\sqrt[{3}]{\tfrac {{\sqrt {31}}+{\sqrt {27}}}{{\sqrt {31}}-{\sqrt {27}}}}}+{\sqrt {\tfrac {13+{\sqrt {93}}}{13-{\sqrt {93}}}}}\cdot {\sqrt[{3}]{\tfrac {{\sqrt {31}}-{\sqrt {27}}}{{\sqrt {31}}+{\sqrt {27}}}}}\right)\right)^{2}\right)^{3}\\J({\sqrt {70}}i)&=\left(1+{\tfrac {9}{4}}\left(303+220{\sqrt {2}}+139{\sqrt {5}}+96{\sqrt {10}}\right)^{2}\right)^{3}\\J(7i)&=\left(1+{\tfrac {9}{4}}{\sqrt {21+8{\sqrt {7}}}}\left(30+11{\sqrt {7}}+\left(6+{\sqrt {7}}\right){\sqrt {21+8{\sqrt {7}}}}\right)^{2}\right)^{3}\\J(8i)&=\left(1+{\tfrac {9}{4}}{\sqrt[{4}]{2}}\left(1+{\sqrt {2}}\right)\left(123+104{\sqrt[{4}]{2}}+88{\sqrt {2}}+73{\sqrt[{4}]{8}}\right)^{2}\right)^{3}\\J(10i)&=\left(1+{\tfrac {9}{8}}\left(2402+1607{\sqrt[{4}]{5}}+1074{\sqrt[{4}]{25}}+719{\sqrt[{4}]{125}}\right)^{2}\right)^{3}\\J\left({\tfrac {5i}{2}}\right)&=\left(1+{\tfrac {9}{8}}\left(2402-1607{\sqrt[{4}]{5}}+1074{\sqrt[{4}]{25}}-719{\sqrt[{4}]{125}}\right)^{2}\right)^{3}\\J(2{\sqrt {58}}i)&=\left(1+{\tfrac {9}{256}}\left(1+{\sqrt {2}}\right)^{5}\left(5+{\sqrt {29}}\right)^{5}\left(793+907{\sqrt {2}}+237{\sqrt {29}}+103{\sqrt {58}}\right)^{2}\right)^{3}\\J\left({\tfrac {1+{\sqrt {1435}}i}{2}}\right)&=\left(1-9\left(9892538+4424079{\sqrt {5}}+1544955{\sqrt {41}}+690925{\sqrt {205}}\right)^{2}\right)^{3}\\J\left({\tfrac {1+{\sqrt {1555}}i}{2}}\right)&=\left(1-9\left(22297077+9971556{\sqrt {5}}+\left(3571365+1597163{\sqrt {5}}\right){\sqrt {\tfrac {31+21{\sqrt {5}}}{2}}}\right)^{2}\right)^{3}\\\end{aligned}}}
Es van calcular diversos valors especials el 2014:
{\displaystyle {\begin{aligned}J\left({\tfrac {5i+1}{2}}\right)&=\left({\frac {2927-1323{\sqrt {5}}}{2}}\right)^{3},\\J(5i)&=\left({\frac {2927+1323{\sqrt {5}}}{2}}\right)^{3},\\\end{aligned}}}
i deixant,
{\displaystyle {\begin{aligned}a_{1},a_{2},a_{3},a_{4}&=1190448488,858585699,540309076,374537880\\b_{1},b_{2},b_{3},b_{4}&=693172512,595746414,407357424,240819696\end{aligned}}}
{\displaystyle {\begin{aligned}J\left({\tfrac {5i+2}{4}}\right)&=\left({\frac {\left(1+{\sqrt {5}}\right)^{37}}{2^{39}}}\left(a_{1}-a_{2}{\sqrt {2}}+a_{3}{\sqrt {5}}-a_{4}{\sqrt {10}}-{\sqrt[{4}]{5}}\left(b_{1}-b_{2}{\sqrt {2}}+b_{3}{\sqrt {5}}-b_{4}{\sqrt {10}}\right)\right)\right)^{3},\\J\left({\tfrac {10i+1}{2}}\right)&=\left({\frac {\left(1+{\sqrt {5}}\right)^{37}}{2^{39}}}\left(a_{1}-a_{2}{\sqrt {2}}+a_{3}{\sqrt {5}}-a_{4}{\sqrt {10}}+{\sqrt[{4}]{5}}\left(b_{1}-b_{2}{\sqrt {2}}+b_{3}{\sqrt {5}}-b_{4}{\sqrt {10}}\,\right)\right)\right)^{3},\\J\left({\tfrac {5i}{4}}\right)&=\left({\frac {\left(1+{\sqrt {5}}\right)^{37}}{2^{39}}}\left(a_{1}+a_{2}\,{\sqrt {2}}+a_{3}{\sqrt {5}}+a_{4}{\sqrt {10}}-{\sqrt[{4}]{5}}\left(b_{1}+b_{2}{\sqrt {2}}+b_{3}{\sqrt {5}}+b_{4}{\sqrt {10}}\right)\right)\right)^{3},\\J(20i)&=\left({\frac {\left(1+{\sqrt {5}}\right)^{37}}{2^{39}}}\left(a_{1}+a_{2}{\sqrt {2}}+a_{3}{\sqrt {5}}+a_{4}{\sqrt {10}}+{\sqrt[{4}]{5}}\left(b_{1}+b_{2}{\sqrt {2}}+b_{3}{\sqrt {5}}+b_{4}{\sqrt {10}}\right)\right)\right)^{3}.\end{aligned}}}
Tots els valors anteriors són reals. Es pot inferir un parell conjugat complex aprofitant la simetria descrita a la referència, juntament amb els valors de {\displaystyle J(10i)} i {\displaystyle J(5i/2)}, donats anteriorment:
{\displaystyle J\left({\tfrac {1}{4}}(5i\pm 1)\right)=\left(1-{\tfrac {9}{8}}\left((2402-1074{\sqrt {5}})i\pm (1607-719{\sqrt {5}}){\sqrt[{4}]{5}}\right)^{2}\right)^{3}.}
Es proporcionen quatre valors especials més, com dos parells conjugats complexos:
{\displaystyle {\begin{aligned}J\left({\tfrac {4}{13}}\left(5i\pm 1\right)\right)=\left({\frac {\left(1-{\sqrt {5}}\right)^{37}}{2^{39}}}\left(a_{1}-a_{2}{\sqrt {2}}-a_{3}{\sqrt {5}}+a_{4}{\sqrt {10}}\pm i{\sqrt[{4}]{5}}\left(b_{1}-b_{2}{\sqrt {2}}-b_{3}{\sqrt {5}}+b_{4}{\sqrt {10}}\right)\right)\right)^{3},\\J\left({\tfrac {5}{17}}\left(4i\pm 1\right)\right)=\left({\frac {\left(1-{\sqrt {5}}\right)^{37}}{2^{39}}}\left(a_{1}+a_{2}{\sqrt {2}}-a_{3}{\sqrt {5}}-a_{4}{\sqrt {10}}\pm i{\sqrt[{4}]{5}}\left(b_{1}+b_{2}{\sqrt {2}}-b_{3}{\sqrt {5}}-b_{4}{\sqrt {10}}\right)\right)\right)^{3}\end{aligned}}}